# Патрикеев, Иван Юрьевич Гвоздь
Ива́н Ю́рьевич Патрике́ев по прозванию Гвоздь (1419—1499) — князь, боярин с 1461/1462 года, наместник московский и главный воевода великих князей московских Василия II Темного и Ивана III.

## Происхождение
Представитель княжеского рода Патрикеевых. По отцу прямой потомок великого князя литовского Гедимина. Его дед Патрикей Наримунтович — внук Гедимина, давший имя для этой отрасли рода. Кроме Патрикеевых от него происходят Хованские, Булгаковы, Голицыны, Корецкие и другие знатные фамилии. Его отец, князь Юрий Патрикеевич, женился на Марии (или Анне), дочери или внучке Дмитрия Донского и сестре Василия II. Князь Иван Юрьевич был, таким образом, двоюродным братом Ивана III и одним из его ближайших помощников, главой боярской думы.

## Служба у Василия II
Князь Иван Юрьевич был одним из приближенных бояр великого князя московского Василия Темного. В 1455 году он разбил татарское войско на Оке, ниже Коломны.
В 1457 году « приказу» своего отца князь Иван Патрикеев с племянниками (Иваном Булгаком и Данилом Щеней) дал митрополиту Ионе сельцо Московского уезда.
В 1458 году состоялся неудачный военный поход на Вятку под командованием воевод князя Ивана Васильевича Горбатова-Шуйского и Григория Михайловича Перхушкова. В следующем году туда направляется Иван Юрьевич Патрикеев, который успешно справился с задачей. Он с ходу взял Котельнич и Орлов, а после осады сдался и Хлынов (Вятка).
В 1461 году показан вторым бояриным.
В 1462 году при составлении Василием II духовного завещания, он был первым из свидетелей, что говорит о его положении при дворе.

## Служба у Ивана III

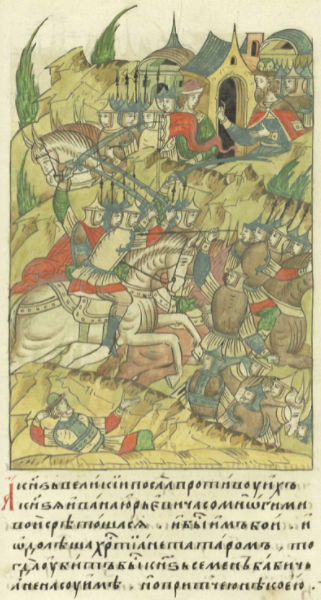
Иван Юрьевич Патрикеев против татар

В 1467 году вместе с царевичем Касимом и князем Иваном Васильевичем Стригой-Оболенским совершает неудачный поход на Казань. Через два года он участвует в уже удачном походе на Казань вместе с удельными князьями Андреем Васильевичем Углицким и Юрием Васильевичем Дмитровским. В результате похода хан Ибрагим принял предложенные Иваном III условия мира.
Около 1472 года князь И. Ю. Патрикеев числился уже московским наместником (как и его отец) и был им до конца своей придворной карьеры (упоминался как наместник и в феврале 1498 и в январе 1499 годов).
В 1474 году И. Ю. Патрикеев принимал доклад поручной по князе Д. Д. Холмском. В октябре 1475 года назван первым из бояр, отправлявшихся с великим князем Иваном III в поход «миром» на Новгород.
Активный участник похода великого князя московского Ивана III на Новгород зимой 1477—1478 гг. При капитуляции новгородцев Иван III повелел Ивану Юрьевичу быть выразителем его воли. От его имени Иван Юрьевич Патрикеев «заявил, что вследствие полного подчинения Новгорода, великий князь сменил свой гнев на милость и готов благожелательно отнестись к новгородцам».
Около 1477 года князь Иван Патрикеев выступает одним из душеприказчиков в завещании удельного князя Андрея Васильевича Вологодского.
В ноябре 1478 года первый воевода Большого полка в походе под Новгород, где проводил переговоры с присланными в государев стан из Новгорода архиепископом и боярами. Занял с войском расположенный под Новгородом Георгиевский монастырь. В декабре 1478 и январе 1479 годов являлся первым лицом при переговорах с теми же лицами, а 15 января послан от Государя в Новгород объявить им прощение и привести к присяге.
В 1480 году во время нашествия хана Ахмата, Иван Патрикеев был оставлен великим князем Иваном III в Москве в качестве наместника. В этом же году первый воевода плавучей рати в Золотую орду, где причинил великий вред врагу.
В 1483 году Иван Юрьевич вел переговоры с удельным князем Борисом Васильевичем Волоцким в связи с размежеванием его земель с великокняжескими.
В 1485 году участвовал в большом военном походе Ивана III Васильевича на Тверское княжество.
В 1487 году присутствовал на приёме литовских, а в 1488 году — имперских послов.
В 1488 году к нему брат великого князя Андреей Васильевич Углицкий обращался к нему с просьбой о заступничестве, ввиду разгоревшегося конфликта с Иваном III, но Патрикеев отказал ему, не желая вмешиваться в царский семейный конфликт.
В 1490 году И. Ю. Патрикеев участвовал в церковном соборе «на еретиков». В апреле 1492 года Иван III Впереселился в его хоромы, так как начато было строительство нового великокняжеского дворца.
В 1493 году первый воевода в Можайске.
Боярин Иван Юрьевич Патрикеев играл активную роль в дипломатических переговорах с Великим Княжеством Литовским. В 1492 и 1493 годах в ходе переговоров по поводу брака дочери Ивана III Елены и великого князя Александра Литовского князь Иван Патрикеев установил дружеские отношения с послами Яном Заберезинским и Станиславом Глебовичем, чему видимо способствовало литовское происхождение Ивана Юрьевича.
В ноябре 1493 года в Москве начались переговоры о заключении мирного договора с Великим княжество Литовским. Посольство состояло из: трокского воеводы Петра Яновича Белого, жемайтского старосты Станислава Яновича Кезгайла и наместника утянского Войтеха Яновича Клочко. Князю Патрикееву в этой связи было направлено от литовского совета вельмож персональное послание, с просьбой содействовать установлению дружественных отношений, подписанное римско-католическим епископом Луцка и Бреста Яном Пуделько, Петром Яновичем (членом посольства), князем Александром Юрьевичем Гольшанским (наместником Гродно) и Станиславом Кезгайлом (членом посольства). Попытки литовского совета вельмож установить тесные отношения между ним и московской боярской думой расстроились из за опалы князя Патрикеева в 1499 г.
Л. В. Черепнин обратил внимание на участие Ивана Юрьевича и его сына Василия в решении поземельных споров в 1495—1499 гг. По его мнению, которое разделяют многие современные исследователи, Патрикеев был одним из авторов Судебника 1497 года, точнее стоял во главе работавшей над Судебником комиссии.
В июле 1497 года князь И. Ю. Патрикеев присутствовал на мене земель Ивана III и князя Бориса Васильевича Волоцкого. Присутствовал и на многих судебных разбирательствах, проводившихся лично Иваном III, и на докладах судных дел великому князю. Иван Юрьевич и сам судил поземельные споры, особенно часто они докладывались ему как судье высшей инстанции. Около 1495—1499 годов составил завещание. В 1498 году помещен в боярском списке.
Особенностью придворной политики в последние годы царствования Ивана III (после смерти его старшего сына Ивана Молодого в 1490 г.) было противостояние двух групп, поддерживающих двух возможных наследников: внука Дмитрия, сына Ивана Молодого и Елены, дочери молдавского правителя Стефана III Великого и второго сына Василия, который был старшим сыном второй жены Ивана III Софьи Палеолог. Князья Патрикеевы, зять Ивана Юрьевича князь Семён Ряполовский, дипломат и писатель Федор Курицын составляли основу партии внука, которая вначале преобладала над царевичем Василием. Однако ситуация резко изменилась 31 января 1499 года князья Патрикеевы (сам Иван Юрьевич и сыновья Василий и Иван) и князь Семён Ряполовский были арестованы, а уже 5 февраля Семён Ряполовский был казнен по повелению Ивана III, то есть без суда. Митрополит Симон вступился за князей Патрикеевых и вместо казни они были пострижены в монахи. Иван Юрьевич был пострижен в Троицко-Сергиевском монастыре. Причины данного поворота в политике неоднократно обсуждались историками, выскаэывались различные гипотезы, летописи не называют её причин, кроме того они редактировались в данном вопросе различными заинтересованными сторонами. Лично Иван III в наставлении русским послам требовал, чтобы они не отходили от его инструкций и не своевольничали, как князья Ряполовский и Патрикеевы. Поэтому одна из гипотез предполагает, что это наказание за поведение на переговорах с Литвой. Через некоторое время опале подвергся и внук-наследник.
Иван Юрьевич скончался в монастыре. Василий Патрикеев под монашеским именем Вассиан стал после этого выдающимся церковным деятелем.

## Семья
Женат на Евдокии Владимировне Ховриной, дочери боярина и казначея Владимира Григорьевича Ховрина. Дети:
- Князь Михаил Иванович Колышка (? — 1495), воевода[4]
- Князь Василий Иванович Косой (ум. ок. 1531), боярин и воевода, позднее стал выдающимся церковным деятелем под монашеским именем Вассиан[5].
- Князь Иван Иванович Мунында (ум. после 1499)[6], воевода Полоцка, пострижен вместе с отцом[7]
- Княжна Мария (Ирина) Ивановна, жена боярина князя Семёна Ивановича Ряполовского (? — 1499).